# Schweiz herrlandslag i innebandy
Schweiz herrlandslag i innebandy representerar Schweiz i innebandy på herrsidan. Schweiz var en av de första utomnordiska nationerna som spelade innebandy på organiserad nivå och var tillsammans med Finland och Sverige grundarnation av International Floorball Federation. Schweiz spelade sin första landskamp mot Sverige den 14 februari 1987 i Zürich, och förlorade med 4–8. Schweiz har hittills som bäst nått final i världsmästerskap, i det andra världsmästerskapet 1998 i Tjeckien då Schweiz vann mot Finland efter straffslag i semifinalen (men förlorade stort mot regerande världsmästarna Sverige i finalen), och nådde därefter nått semifinal i samtliga världsmästerskap fram till 2024.